# Johann Sigismund Weiss
Johann Sigismund Weiss (* nach 1690 in Breslau; † 12. April 1737 in Mannheim) war ein deutscher Komponist, Lautenist, Theorbist und Konzertmeister.

## Leben und Wirken
Johann Sigismund Weiss wurde als Sohn des Lauten- und Theorbenspielers Johann Jacob Weiss (1662(?)–1754) geboren, seine Geschwister waren der ältere Silvius Leopold und Juliana Margaretha. Bereits in jungen Jahren wurden alle drei Geschwister vom Vater im Lautenspiel unterrichtet. Nachdem Silvius Leopold sich schon im Jahr 1706 für einen knappen Monat in Düsseldorf am Hof des Kurfürsten Johann Wilhelm (Jan Wellem) aufgehalten hatte, wechselte auch die Familie um 1708 an den Rhein; wahrscheinlich durch Vermittlung von Silvius Leopold fanden Vater und Bruder eine Anstellung in der kurpfälzischen Hofkapelle in Düsseldorf. Nach dem Tod des Kurfürsten Johann Wilhelm im Jahr 1716 wurde dessen Orchester zunächst aufgelöst, sein Nachfolger Karl Philipp stellte jedoch Johann Sigismund und seinen Vater neben anderen Musikern wieder ein. Im Gegensatz zu seinem Vorgänger verschmähte Karl Philipp Düsseldorf als Residenz und ließ sich 1718 zunächst in Heidelberg nieder, bis er 1720 endgültig in Mannheim Residenz bezog. In der dortigen Hofkapelle bekleidete Johann Sigismund Weiss angesehene Ämter, 1723 das des Vice Concertmeisters und 1733 das des Concert-Directors. Parallel zu letzterem wurde er auch als Concert-Meister geführt.

## Bedeutung
Auch wenn Johann Sigismund Weiss bei weitem nicht das Niveau und die Wirkmächtigkeit seines Bruders Silvius Leopold erreichte, der als bester Lautenist seiner Zeit und rückblickend als letzter großer Lautenist von europäischem Ruf gilt, so gehört er doch zu den Vorläufern sowohl der Mannheimer Schule, die sich sechs Jahre nach seinem frühen Tod zu entwickeln begann, als auch der neuen Mannheimer Hofkapelle, die 1747 von Pfalzgraf Karl Theodor ins Leben gerufen wurde.

## Werke (Auswahl)
- Konzert d-Moll für Oboe und Orchester
- Konzert c-Moll für Laute und Streicher
- Concert B-Dur für Flöte und Laute (nur Lautenstimme erhalten)
- Drei Sonaten D-Dur für Flöte und Basso continuo
- Zwei Sonaten für Oboe und Generalbass